# Braniczewo
Braniczewo – gród słowiański położony na lewym brzegu rzeki Mławy przy jej ujściu do Dunaju w pobliżu wsi Kostolac (okręg Požarevac).
Gród powstał na ruinach rzymskiego Viminacium znanego z eksploatacji rud ołowiu i srebra. W V i VI wieku, w czasie wędrówki ludów miasto zostało zniszczone. W VIII wieku jedno z plemion słowiańskich odbudowało na jego ruinach gród nazwany Braniczewem (Brandiz, Branitzoba w źródłach bizantyńskich, Abrandis u Idriziego). Nazwa grodu identyczna z nazwą plemienia (Braniczewcy) nasuwa przypuszczenie, że był to ich główny ośrodek plemienny.
W wyniku wypraw chana Omurtaga ziemie Braniczewców z Braniczewem zostały przyłączone do państwa bułgarskiego. W 879 roku Braniczewo wymienia się jako miasto i stolicę biskupią, podległą biskupowi ochrydzkiemu. W 972 roku po upadku państwa bułgarskiego Braniczewo znalazło się w granicach Bizancjum stając się siedzibą cesarskiego stratega. W końcu X wieku przejściowo podlegało carowi Samuelowi. W XII wieku, w czasie walk bizantyńsko-węgierskich przechodziło z rąk do rąk i uległo zniszczeniu. Zostało odbudowane w 1129 roku przez cesarza Jana Komnena. W czasie wypraw krzyżowych w latach 1172 i 1189 przeciągały przez Braniczewo oddziały krzyżowców. 
W 1195 roku Braniczewo przyłączył do nowo powstałego państwa bułgarskiego car Asen I. Przez prawie cały wiek XIII ziemia braniczewska stanowiła sporny obszar graniczny pomiędzy Węgrami a Bułgarią. Na początku XIII wieku odzyskał ją przejściowo król węgierski Emeryk, by już w 1203 roku utracić na rzecz cara Kałojana. Po jego śmierci w 1207 roku Węgrzy opanowali Braniczewo po raz kolejny. W 1221 roku ponownie znalazło się w granicach Bułgarii, tym razem jako wiano Anny Marii węgierskiej żony cara Iwana Asena II. Za panowania Iwana Asena II Braniczewo stanowiło stolicę chory (prowincji) braniczewskiej. W 1246 roku w okresie małoletności cara Michała I Asena Węgrzy opanowali ziemię braniczewską i utworzyli przygraniczny banat Maczwy, Belgradu i Braniczewa. Za panowania cara Jerzego I Tertera (1280-1292) bojarzy bułgarscy, bracia Dyrman i Kudelin, wyparli Węgrów z ziemi braniczewskiej i utworzyli własne księstwo braniczewskie.
Po abdykacji Jerzego I Tertera Braniczewo wraz z okręgiem zdobył przy pomocy swego brata, króla serbskiego Stefana Milutina, Stefan Dragutin. Pod panowaniem serbskim Braniczewo znowu zasłynęło z eksploatacji srebra i ołowiu.